# ドンキーコンガ
『ドンキーコンガ』(DONKEY KONGA) は、任天堂より発売されたニンテンドー ゲームキューブ用ゲームソフト及び、そのシリーズである。ゲームジャンルは音楽。

## 概要
ドンキーコングファミリーが出演するリズムアクションゲーム。画面右から流れてくる4種類（左、右、両方、手拍子）の音符に合わせてタルコンガを叩くか手拍子を打ち、リズム良く演奏する。
開発はナムコ(現：バンダイナムコエンターテインメント)が担当しており、画面構成や譜面構成などが同社より発売されている音楽ゲーム『太鼓の達人』シリーズに類似している他、収録されている音源（カバー歌手によるもの）は同ゲームシリーズと同じ音源が収録されている。
プロデューサーの五十嵐博はNintendo Online Magazineとのインタビューの中で、任天堂側から「ドンキーコングを用いたゲーム」の制作を依頼されたことがきっかけだったと話しており、その時には「みんなで楽しめる」という条件が提示されていたと振り返っている。ドンキーコングから樽というアイテムが連想され、話し合いの結果、タルコンガという周辺機器を用いた音楽ゲームという構図が出来上がり、ハードウェア（タルコンガ）とソフトウェアを同時に開発することとなった。
初期案では手拍子を入れる予定がなかったものの、開発の終盤に宮本茂の提案によって導入された。

## ドンキーコンガ
『ドンキーコンガ』は、2003年12月12日に発売されたドンキーコンガシリーズの1作目である。ニンテンドー ゲームキューブ初のタルコンガ対応ゲームのため、タルコンガ同梱パッケージと、ソフト単品パッケージの2種類が発売された。

### モード
ストリートライヴ
1人用の基本モード。曲を選び、規定のノルマを目指す。
チャレンジ
最高2人まで参加可能なエンドレスモード。曲順はランダム。
バトル
2人で対戦するモード。
フリーセッション
最高4人で1つの曲を演奏するモード。4つのタルコンガを使う他、ノンプレイヤーキャラクターを含めてセッションを行うことも可能。

### 収録曲
- アニメ
  - 風のららら - 名探偵コナン OPテーマ
  - またあえる日まで - ドラえもん EDテーマ
  - カービィ! - 星のカービィ OPテーマ
  - ハム太郎とっとこうた - とっとこハム太郎 OPテーマ
  - アドバンス・アドベンチャー - ポケットモンスター アドバンスジェネレーション OPテーマ
  - THE GALAXY EXPRESS 999 - 銀河鉄道999 テーマ曲
- ポップス
  - COLORS
  - ♡桃色片想い♡
  - 明日があるさ
  - Fly high
  - SHAKE
  - 恋のダンスサイト
  - ミニモニ。ジャンケンぴょん!
  - DESIRE -情熱-
- TV
  - 明日への扉 - あいのり OPテーマ
  - Love Somebody - 踊る大捜査線 EDテーマ
  - We are the ONE 〜僕らはひとつ〜 - 爆竜戦隊アバレンジャー EDテーマ
  - ひょっこりひょうたん島 - ひょっこりひょうたん島 OPテーマ
- CM
  - 愛のうた - ピクミン CMソング
  - 伝説のスタフィー - 伝説のスタフィー CMソング
- ゲーム
  - ドンキーコンガ（テーマ曲）
  - スーパーマリオのテーマ - スーパーマリオブラザーズ テーマ曲
  - モンキーラップ - ドンキーコング64 起動時に流れる曲
- どうよう
  - 森のくまさん - アメリカ民謡
  - クラリネットをこわしちゃった - フランス民謡
  - 大きな古時計
- ラテン
  - ラ・バンバ - メキシコ民謡
  - マンボNo.5
  - マシュ・ケ・ナダ
- クラシック
  - ハンガリー舞曲
  - トルコ行進曲
- フォークダンス
  - オクラホマミキサー - アメリカ民謡

## ドンキーコンガ2 ヒットソングパレード
『ドンキーコンガ2 ヒットソングパレード』（ドンキーコンガツー ヒットソングパレード）は、ドンキーコンガシリーズの2作目である。
新要素として、ディクシーによるアドバイスが導入された。

### 収録曲
- J-POP
  - さくらんぼ
  - Yeah! めっちゃホリディ
  - AMBITIOUS JAPAN!
  - 全部だきしめて
  - Go Girl 〜恋のヴィクトリー〜
  - Over Drive
  - WAになっておどろう
  - ダイナマイト
  - secret base 〜君がくれたもの〜
  - モンキーマジック
- アニメ
  - ビバ★ロック
  - Realize
  - チャレンジャー!!
  - おしえて
  - マジンガーZ
  - ドラえもんのうた
  - おどるポンポコリン
  - DANZEN! ふたりはプリキュア
  - ハッスル
  - WILD CHALLENGER
- TV
  - 種のうた
  - 愛のために。
  - ラッキーチャチャチャ!
  - 特捜戦隊デカレンジャー
- ゲーム
  - ゼルダの伝説のテーマ
  - スーパードンキーコングのテーマ
  - Donkey-Kong-A-Go-Go!!
- クラシック
  - トレパーク
  - ハバネラ
  - 子犬のワルツ
  - 蛍の光（チャレンジモード最終曲）
- 童謡
  - アルプス一万尺
- ラテン
  - ガンタナメラ

## ドンキーコンガ3 食べ放題! 春もぎたて50曲♪
『ドンキーコンガ3 食べ放題! 春もぎたて50曲♪』（ドンキーコンガスリー たべほうだい! はるもぎたてごじゅうきょく♪）は、2005年3月17日に発売されたドンキーコンガシリーズの3作目である。過去2作のドンキーコンガシリーズのデータがあれば、そのシリーズで購入したサウンドで遊ぶことができる。更に、ジャングルビートのデータもあればジャングルビートのサウンドでも遊ぶことができる。

### 収録曲
- J-POP
  - 花
  - 君にBUMP
  - Happy Days
  - ロコローション
  - ignited -イグナイテッド-
  - START
  - 青春狂騒曲
  - バカサバイバー
  - リライト
  - GO!!!
  - これが私の生きる道
  - TOMORROW
- アニメ
  - 来て来てあたしンち
  - めざせポケモンマスター
  - オラはにんきもの
  - CHA-LA HEAD-CHA-LA
  - タッチ
  - 明日になったら…
  - バナナ天国
- TV
  - ドレミファだいじょーぶ
  - ファイアーエムブレム
- バラエティ
  - ヨーデル食べ放題
  - マツケンサンバII
  - いい湯だな
- ゲーム
  - 大乱闘スマッシュブラザーズDX
  - こちら★モナピザ
  - ジャングルビート
  - スターフォックス
  - DONKEY'S GROOVE
- クラシック
  - アイネクライネナハトムジーク
  - ウィリアム・テル
  - 見よ、勇者は帰る（チャレンジモード最終曲）
- 童謡
  - 手のひらを太陽に
  - BINGO
- ジャズ
  - エンターテイナー
- ラテン
  - ラ・クカラーチャ
- ファミコン
  - スーパーマリオブラザーズ（地上BGM）
  - マッピー
  - ドルアーガの塔
  - 星のカービィ 夢の泉の物語
  - ドクターマリオ
  - ディグダグ
  - スーパーマリオブラザーズ（水中BGM）
  - バルーンファイト
  - パルテナの鏡
  - ドンキーコング
  - スーパーマリオブラザーズ3
  - ドンキーコンガのテーマ（FC版アレンジ）
  - マリオブラザーズ
  - ドンキーコングJr.
  - クルクルランド
  - ゼルダの伝説
  - パックマン
  - 謎の村雨城
  - スカイキッド
  - ゼビウス
  - アイスクライマー